# Dracaena cinnabari
Dracaena cinnabari, hay cây máu rồng, hoặc cây long huyết (tên thông tục trong tiếng Anh là Dragon Blood Tree) là một loài thực vật có hoa thuộc họ Măng tây. Đôi khi loài cây này bị nhầm lẫn với cây Dracaena draco. Loài này được Isaac Bayley Balfour mô tả khoa học lần đầu tiên năm 1882. Loài cây này trồng chủ yếu tại quần đảo Socotra thuộc Yemen trên Ấn Độ Dương. Người dân địa phương gọi nó là là Dam al-Akhawain (nghĩa là "máu của hai anh em"). Tên gọi "cây máu rồng" là do nhựa cây màu đỏ của nó.
Cây máu rồng là loài cây nổi bật nhất trong số 900 loài thực vật trên quần đảo Socotra, thuộc Biển Ả Rập cách vùng đất liền của Yemen 380 km về phía Nam. Dáng cây máu rồng trông giống như một cây nấm. Bên dưới chủ yếu là cành còn hầu hết lá đều nằm ở bên trên và phân bố khá đều.

## Mô tả
Cây máu rồng có vẻ ngoài đặc biệt với tán cây trông như một cái ô đang mở. Giống cây thường xanh này được đặt tên theo nhựa màu đỏ sẫm của nó, được biết đến như là "máu rồng". Không giống hầu hết các loài thực vật một lá mầm, Dracaena có hiện tượng sinh trưởng thứ cấp, D. cinnabari thậm chí còn có các vùng sinh trưởng giống như là các vòng cây ở các loài cây hai lá mầm. Cùng với các loài Dracaena dạng cây gỗ khác, nó có một cách sinh trưởng đặc biệt gọi là "phương thức phát triển dracoid". Lá cây chỉ xuất hiện ở ngọn những cành non nhất; tất cả các lá đều rụng 3 hoặc 4 năm một lần trước khi các lá mới đồng thời trưởng thành. Phân nhánh thường xảy ra khi sự phát triển của chồi cuối bị ngừng lại, do sự ra hoa hoặc các tổn thương (ví dụ do động vật ăn thực vật).
Cây có những quả mọng nhỏ chứa từ 1 đến 4 hạt. Quả chuyển dần từ màu xanh lá cây sang màu đen, rồi màu cam khi chín. Các loài chim (như Onychognathus frater) ăn quả và phát tán hạt. Hạt có đường kính 4–5 mm và nặng trung bình 68 mg. Quả mọng tiết ra chất nhựa màu đỏ đậm, được gọi là "máu rồng".
Hình dáng khác thường của cây huyết rồng là sự thích nghi để sinh tồn trong điều kiện khắc nghiệt, chẳng hạn như trên đỉnh núi. Tán cây lớn, dày đặc cung cấp bóng râm và giảm sự bay hơi. Bóng râm này cũng tạo điều kiện cho các cây con mọc bên dưới, giải thích tại sao các cây có xu hướng mọc gần nhau.

## Hình ảnh

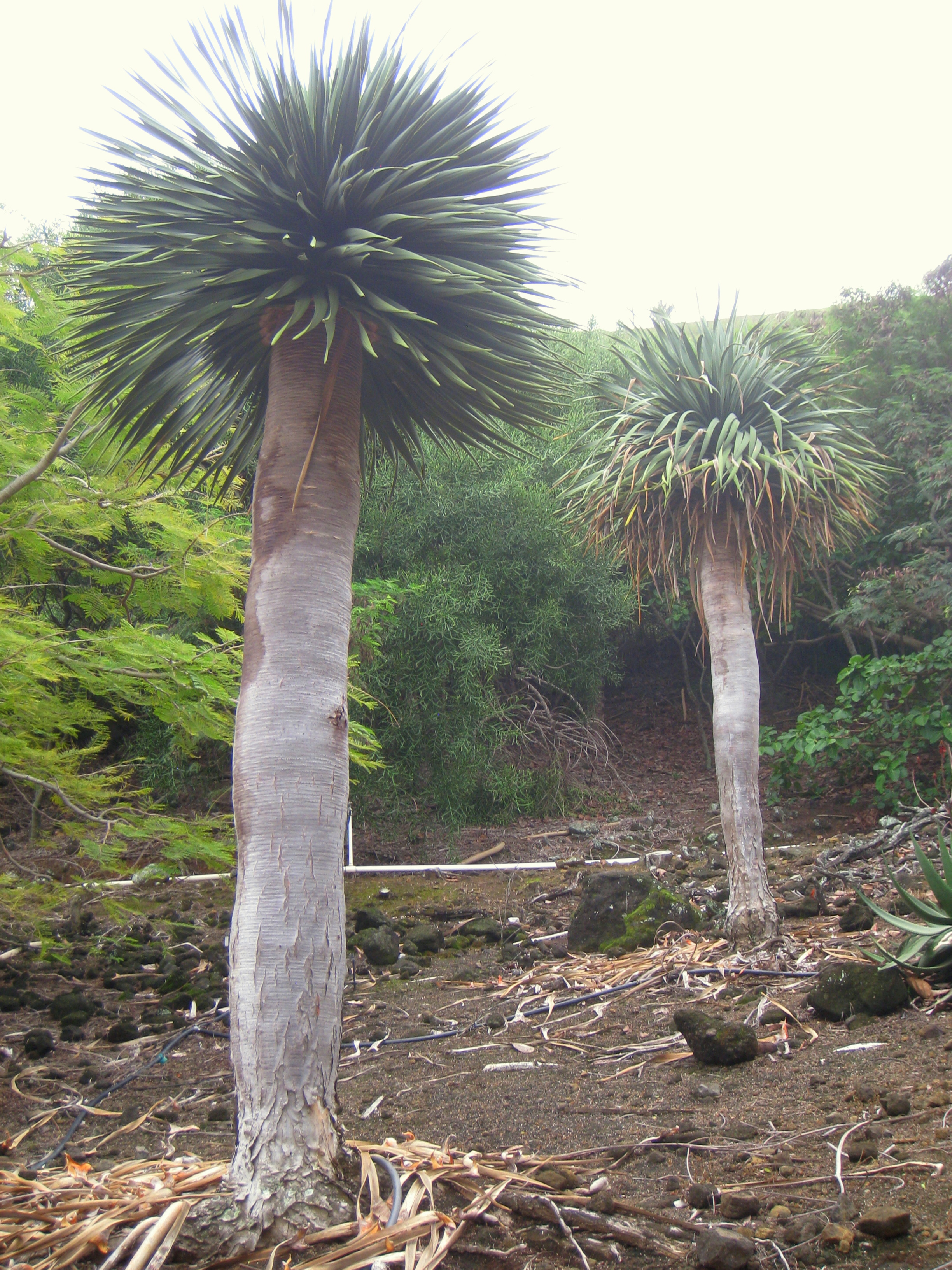
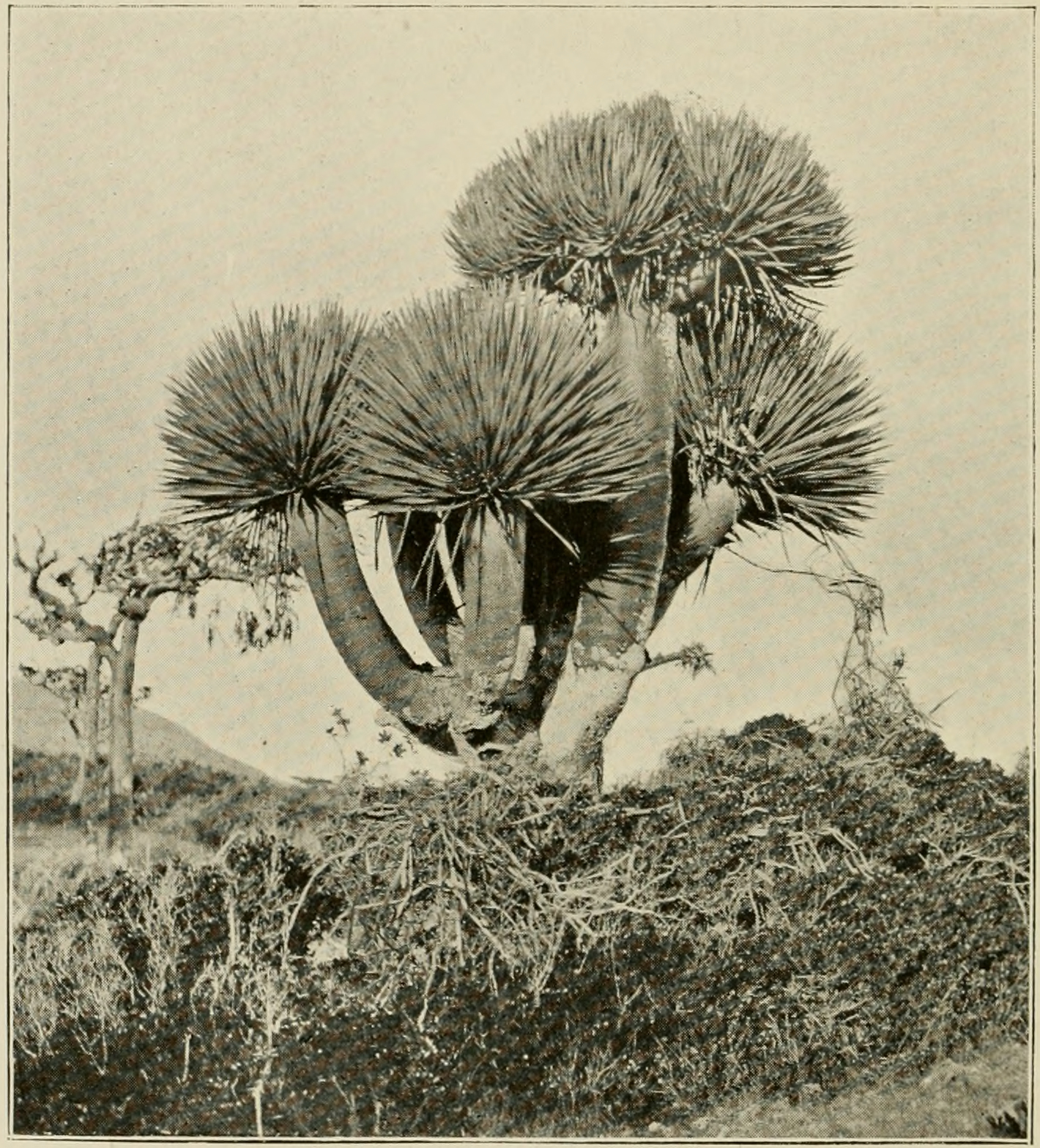
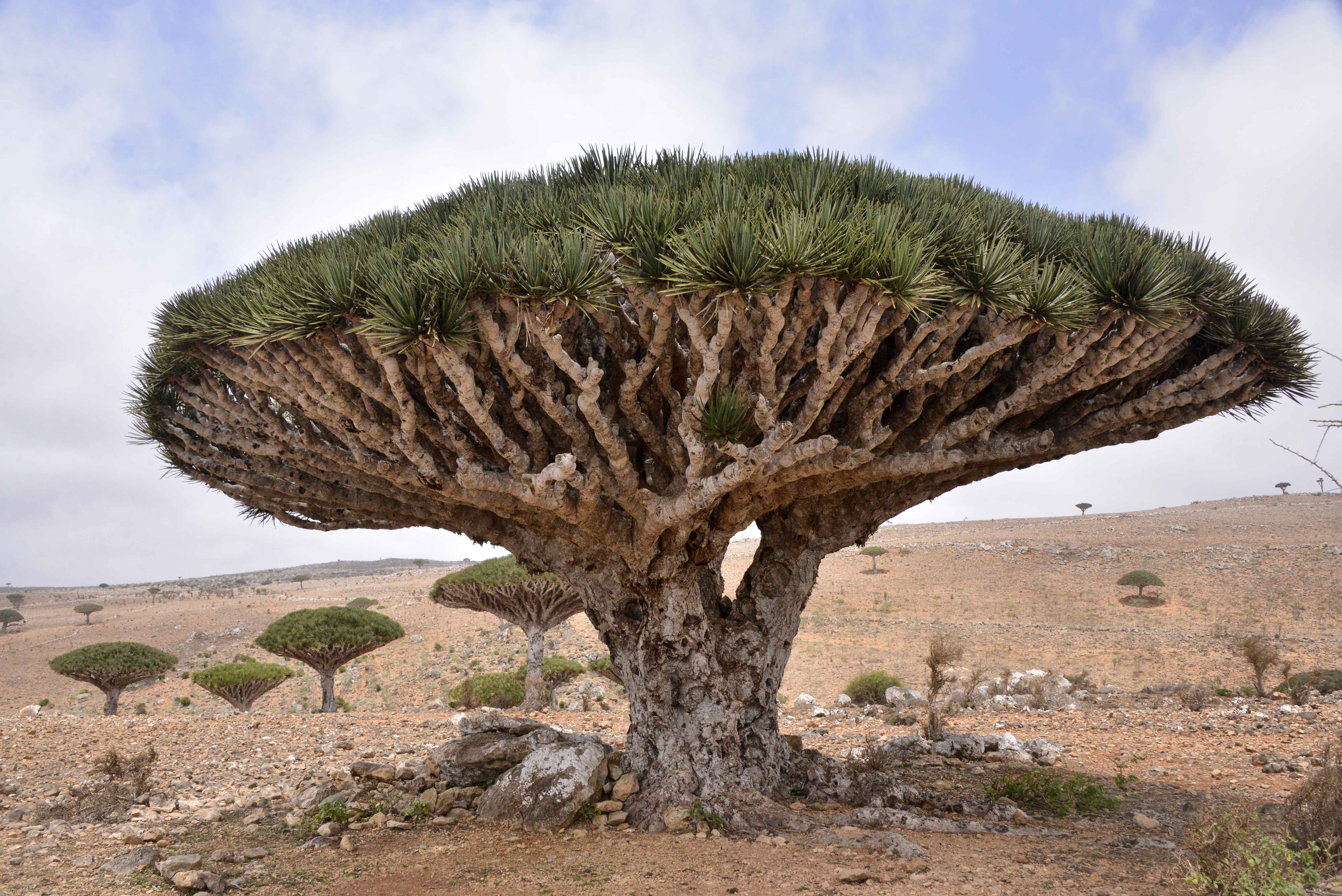
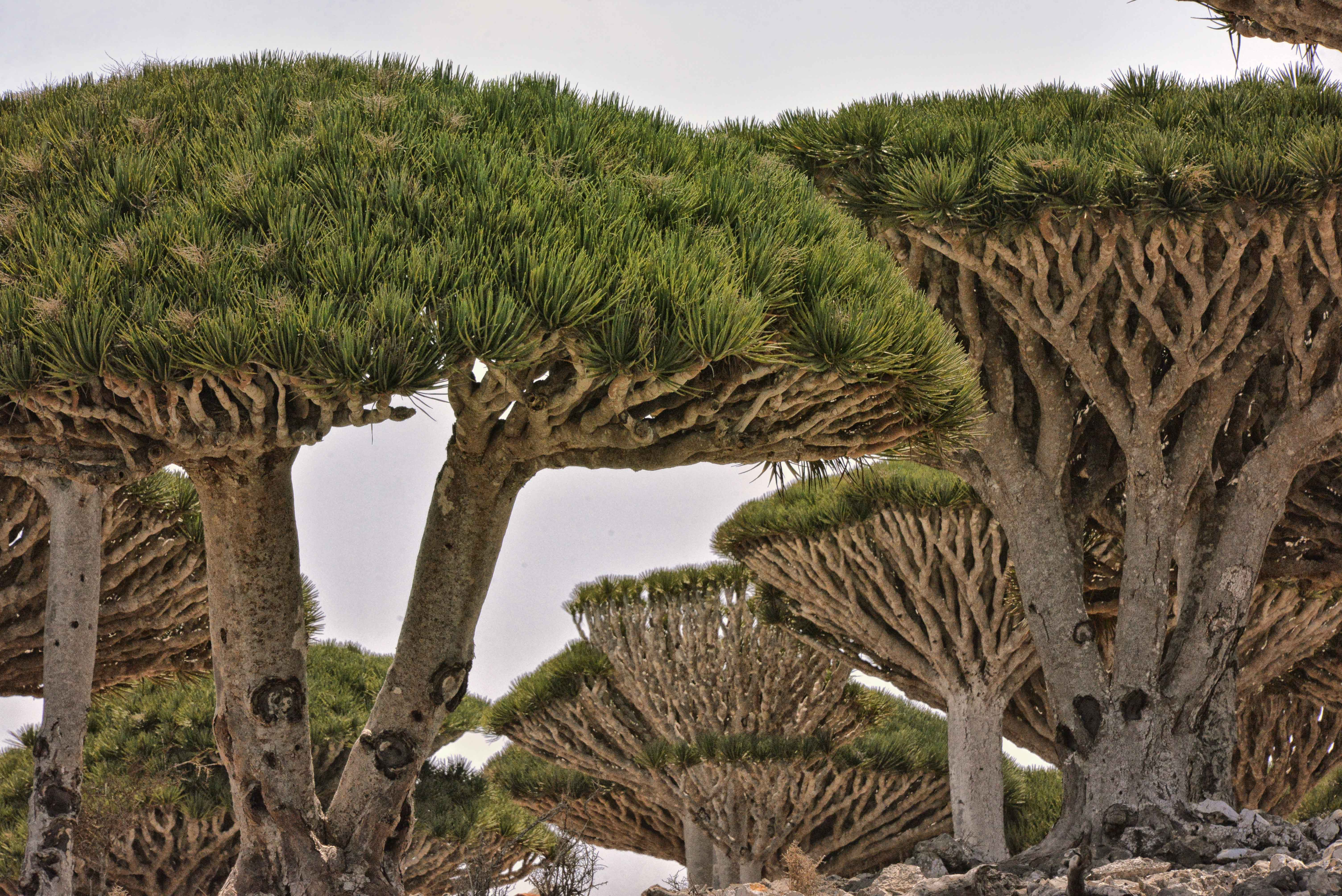